# ووجودانسکا بانکا
ووجودانسکا بانکا (انگلیسی: Vojvođanska banka) شرکت خدمات مالی و بانکداری صربستانی است، که در سال ۱۸۶۸ تأسیس شد.